# Saint-Pardoux (Deux-Sèvres)
Pour les articles homonymes, voir Saint-Pardoux.
Saint-Pardoux est une ancienne commune du Centre-Ouest de la France située dans le département des Deux-Sèvres en région Nouvelle-Aquitaine.

## Géographie
Saint-Pardoux se situe au cœur de la Gâtine, dans le canton de Mazières-en-Gâtine.

## Toponymie
Selon Bélisaire Ledain, la commune de Saint-Pardoux se nomme successivement Sanclus Bardulphus, 1208 (archives V. H. 3, 869); Sanctus Pardulphus, 1239 (cartulaire de Saint Julien de Tours) ; Saint-Bardoux, 1360 (archives château de la Chapelle-Bertrand); Saint-Pardoux, 1387 (archives V.)
Saint-Pardoulx, 1562 (archives de la Barre, tome II).
Le prieuré  de Saint-Pardoul a pour patron l'abbé de Bourgueil (Pouillé 1648).

## Mythologie locale
La paroisse de Saint-Pardoux possède une mythologie locale, que l'on retrouve dans les gâtines deux-sévriennes et rapportée par Léo Desaivre
La Chasse Gallery : Une fois, un tapage nocturne surprend au milieu de son chemin un soldat attardé qui retourne du service. Le militaire trace avec son épée un grand cercle sur la poussière, le marque du signe de la croix, y plante le glaive et se met en prières. Une âme vient s'appuyer sur le pommeau pendant que les démons courent autour du cercle sans pouvoir le franchir. Ils finissent par s'évanouir et l'âme délivrée s'envole au ciel où elle promet au soldat de lui garder une place à côté d'elle
La Galipote : Un domestique de ferme, allant à la veillée, trouve une galipote qui lui saute sur le dos. Une lutte s'engage. Le gars était solide, la galipote fut battue et emportée par lui jusqu'à la maison où il se rendait. « A son arrivée, la maîtresse travaillait avec ses servantes et ne fit mine de rien. Un grand feu brûlait dans la cheminée, il y jeta la bête pour l’obliger à se faire connaître.« Pendant tout ce temps, la fermière se démenait sur sa chaise et semblait fort gênée. Elle fut bien obligée à la fin d’avouer que c'était elle qui venait de courir la galipote.
Léo Desaivre indique n'avoir retrouvé ce récit nulle part, et observe que ce qu'il offre de curieux, c'est le dédoublement de la personne de la fermière qui court la galipote et n'en est pas moins présente à la veillée où à un moment donné elle apparaît simultanément sous ses deux formes.
Les fadets :  Il faut rapprocher des fadets, les lutins qui brillent pendant la nuit sous la forme de feux-follets, et semblent inviter par leurs gambades le voyageur à les suivre dans les fondrières et les mauvais chemins. Si on les poursuit, ils fuient, cherche-t-on à les éviter, ils courent après vous. On les voit autour des marécages et des cimetières et là surtout où il y a eu des villages ou des maisons disparus depuis longtemps.
Le lièvre sorcier : Il se raconte en Gâtine qu'un chasseur au guet vit arriver un lièvre aux allures si singulières qu'il ne voulut pas le tirer pour mieux l'observer. La bête alla se cacher dans une "cracotte" d'arbre. Elle fut suivie par un second lièvre qui prit le même chemin, et celui-ci d'un troisième qui disparut aussi dans l'arbre creux. À ces manigances, le paysan vit bien qu'il avait affaire a des sorciers, il s'approcha et entendit que l'on causait. Les trois lièvres se donnaient rendez-vous au cabaret pour le lendemain. Le chasseur s'y rendit aussi et reconnut trois voisins dont il ne se serait jamais défié.
Le diable : Il se dit à Saint-Pardoux que le diable est au centre des tourbillons qui soulèvent le foin dans les prairies, et qu’il ne disparait qu’après avoir déraciné un ou plusieurs arbres
Jésus-Christ: A Saint-Pardoux, Jésus-Christ fut poursuivi par des juifs. Il se sauva sur un âne et pour récompenser la pauvre bête, il traça une croix sur son dos. Depuis cette distinction honorable, le baudet la transmet ensuite à ses descendants à l'exclusion des autres ânes.

## Préhistoire
Selon Georges Germond, au lieudit le Bois, un atelier néolithique aurait fourni quelques silex taillés. Il note également la présence de plusieurs noms de lieux pouvant évoquer un mégalithisme disparu, notamment La Pierre-qui-vire ou Pierre-Vire, le Champs de la Pierre, le Pré de la Pierre, La Pierre blanche du Haut et la Pierre Blanche du Bas.

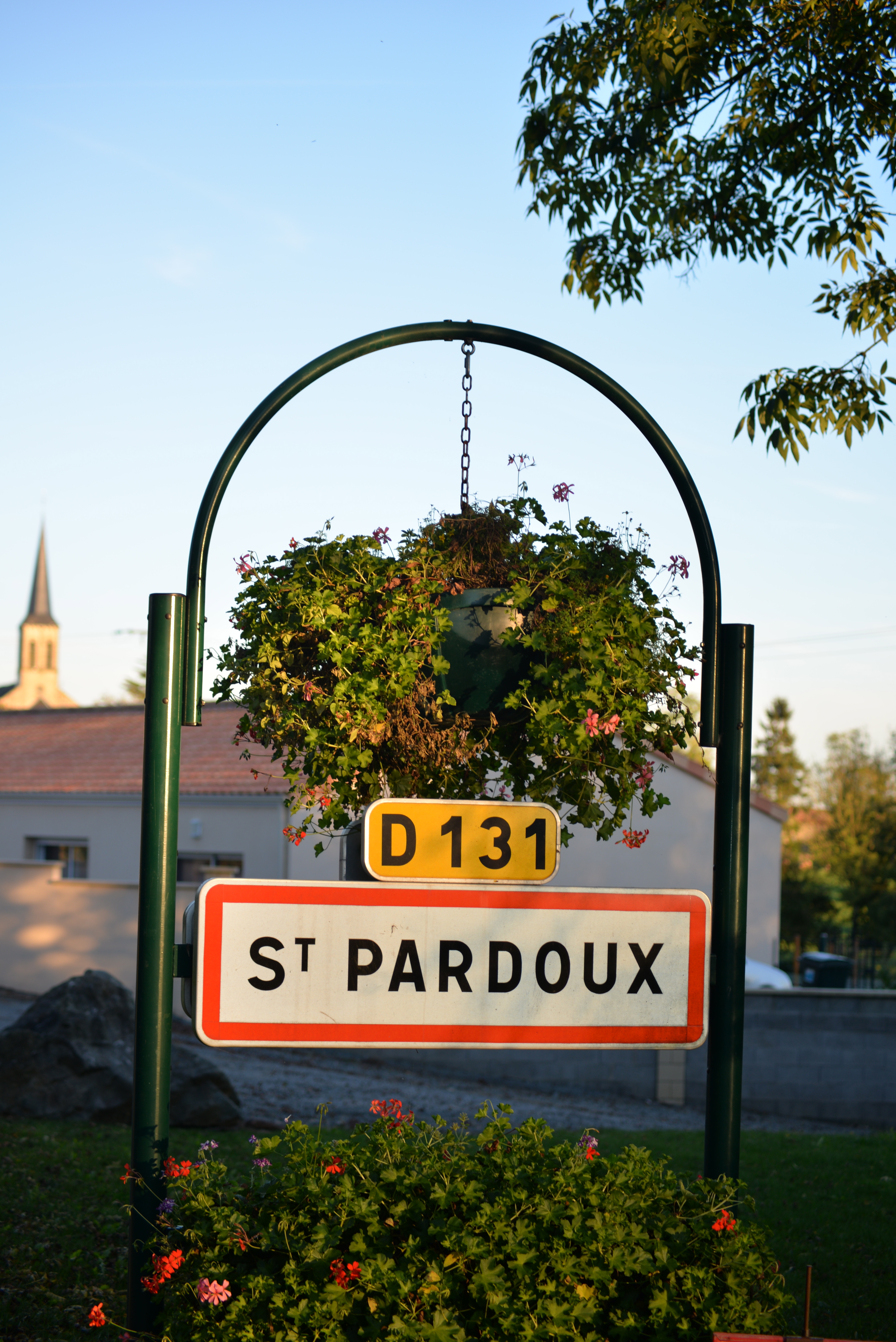
Une des entrées du bourg.

## Histoire
Selon une tradition orale, le hameau de Château Bourdin serait une ancienne « ville » gallo-romaine.
Le 1er janvier 2019, la commune fusionne avec Soutiers pour former la commune nouvelle de Saint-Pardoux-Soutiers dont la création est actée par un arrêté préfectoral du 1er octobre 2018.

## Administration
| Période | Période  | Identité                  | Étiquette | Qualité |
| ------- | -------- | ------------------------- | --------- | ------- |
|         | 1890     | De La Salinière (Révoqué) |           |         |
| 1890    |          | Pelletier                 |           |         |
|         |          |                           |           |         |
| 1995    | 2014     | Roger Perrin              |           |         |
| 2014    | 2020     | Benoit Piron              | SE        |         |
| 2020    | En cours | Johann Baranger           | SE        |         |

## Démographie
L'évolution du nombre d'habitants est connue à travers les recensements de la population effectués dans la commune depuis 1793. Pour les communes de moins de 10 000 habitants, une enquête de recensement portant sur toute la population est réalisée tous les cinq ans, les populations de référence des années intermédiaires étant quant à elles estimées par interpolation ou extrapolation. Pour la commune, le premier recensement exhaustif entrant dans le cadre du nouveau dispositif a été réalisé en 2005.

En 2016, la commune comptait 1 600 habitants, en évolution de +1,39 % par rapport à 2010 (Deux-Sèvres : +0,18 %, France hors Mayotte : +2,11 %).
| 1793  | 1800  | 1806  | 1821  | 1831  | 1836  | 1841  | 1846  | 1851  |
| ----- | ----- | ----- | ----- | ----- | ----- | ----- | ----- | ----- |
| 1 449 | 1 493 | 1 481 | 1 791 | 2 094 | 1 762 | 1 720 | 1 906 | 1 877 |

| 1856  | 1861  | 1866  | 1872  | 1876  | 1881  | 1886  | 1891  | 1896  |
| ----- | ----- | ----- | ----- | ----- | ----- | ----- | ----- | ----- |
| 1 901 | 1 855 | 1 803 | 1 841 | 1 898 | 2 253 | 2 166 | 2 196 | 2 128 |

| 1901  | 1906  | 1911  | 1921  | 1926  | 1931  | 1936  | 1946  | 1954  |
| ----- | ----- | ----- | ----- | ----- | ----- | ----- | ----- | ----- |
| 2 127 | 2 072 | 2 041 | 1 815 | 1 754 | 1 710 | 1 714 | 1 593 | 1 502 |

| 1962  | 1968  | 1975  | 1982  | 1990  | 1999  | 2005  | 2006  | 2010  |
| ----- | ----- | ----- | ----- | ----- | ----- | ----- | ----- | ----- |
| 1 483 | 1 378 | 1 183 | 1 184 | 1 202 | 1 291 | 1 419 | 1 444 | 1 578 |

| 2015  | 2016  | - | - | - | - | - | - | - |
| ----- | ----- | - | - | - | - | - | - | - |
| 1 602 | 1 600 | - | - | - | - | - | - | - |

## Économie
En plus de la trentaine d'exploitations agricoles implantées sur la commune, 25 autres entreprises ont leur siège à Saint Pardoux. Leurs domaines d’activités sont variés : artisanat du bâtiment et artisanat d’art, commerce, services, tourisme et transport.
Deux écoles primaires :
- l’école publique du Lavoir
- l’école privée Saint Joseph

Ainsi que :
- Agence postale
- Bibliothèque,
- EHPAD,
- Centre multi-accueil « L’Ombrelle »,
- Une vingtaine d’associations.

## Lieux et monuments

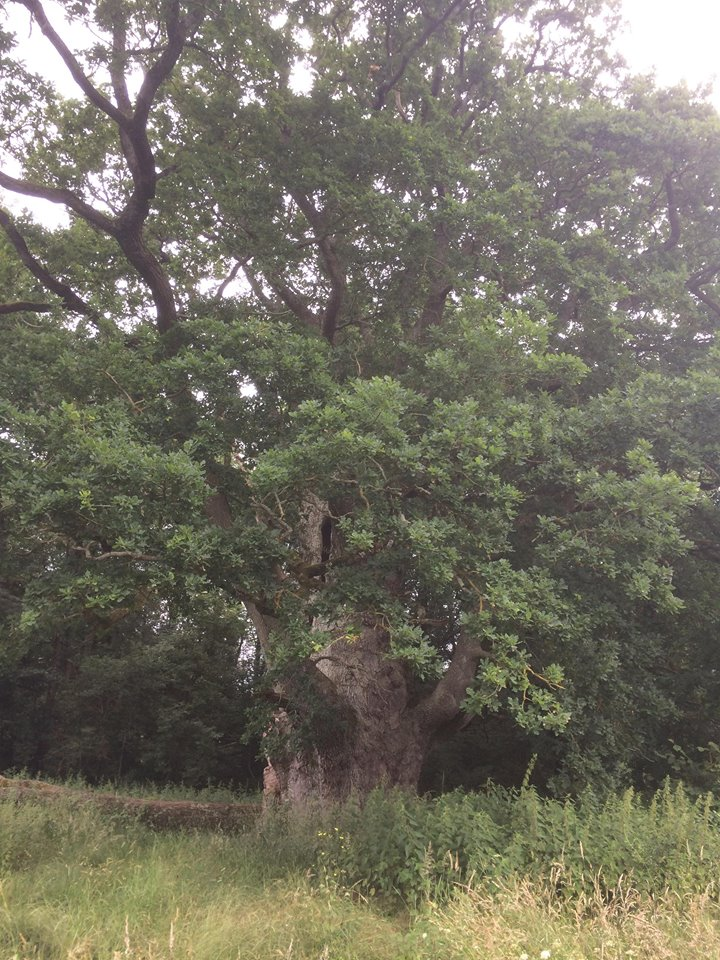
Chêne de Robert le Chouan.

- Le chêne de Robert le Chouan ou chêne du Hibou est un chêne de plus de mille ans situé sur la route de Château Bourdin, près du lieu-dit la Cigogne. Haut de plus de 22 mètres, sa ramure couvre 379 m2, le périmètre de son tronc au sol est de 11,40 m. Son tronc creux permit, en 1832, au célèbre François Robert dit Robert le Chouan de s'y réfugier.
- L'église Notre-Dame.
- Le lavoir.

## Personnalités liées à la commune
- Robert le Chouan a vécu entre Saint-Pardoux et Azay-sur-Thouet.
- Anastasie-Prudence-Marie Martin (1881-1938), née le 28 novembre 1881 à Saint-Pardoux, artiste peintre connue sous le nom de Marie Martin-Gourdault, épouse de l'artiste peintre Pierre-Jules-Auguste Gourdault (1880-1915), mariage le 25 juillet 1910 à Paris 13e (vue 31/31).